# Procédé d'Odda
Le procédé au nitrophosphate ou procédé d'Odda est un procédé chimique de synthèse d'engrais azotés. Ce procédé a été développé vers 1927 par Erling B. Johnson à Odda en Norvège. 
Le procédé implique l'acidification du phosphate de calcium par l'acide nitrique afin de produire un mélange d'acide phosphorique et de nitrate de calcium.
Ca3(PO4)2 + 6 HNO3 + 12 H2O → 2 H3PO4 + 3 Ca(NO3)2 + 12 H2O
Ce mélange est refroidi jusqu'à une température inférieure à 0 °C, température à laquelle le nitrate de calcium se cristallise et peut être séparé de l'acide phosphorique.
2 H3PO4 + 3 Ca(NO3)2 + 12 H2O → 2 H3PO4 + 3 Ca(NO3)2.4H2O
Le nitrate de calcium ainsi obtenu constitue un engrais azoté. Le filtrat se compose principalement d'acide phosphorique et d'un peu d'acide nitrique et des traces de nitrate de calcium, et ceci est neutralisé par l'ammoniac afin de produire un fertilisant composé.
Ca(NO3)2 + 4 H3PO4 + 8 NH3 → CaHPO4 + 2 NH4NO3 + 3(NH4)2HPO4
Si du chlorure de potassium ou du sulfate de potassium est ajouté, il en résulte un  fertilisant NPK.  
Ce procédé était une innovation n'impliquant ni l'onéreux acide sulfurique ni la production de déchets de gypse.
Le nitrate de calcium sus-mentionné, peut comme décrit ci-dessus être utilisé comme fertilisant au nitrate de calcium mais souvent il est converti en nitrate d'ammonium et en carbonate de calcium (par action de dioxyde de carbone et d'ammoniac).
Ca(NO3)2 +  2 NH3 + CO2 + H2O → 2 NH4NO3 + CaCO3
Les deux produits peuvent se mélanger pour faire un engrais azoté.
Bien que ce procédé ait été créé par Johnson dans le cadre de son emploi chez Odda Smelteverk, cette société ne l'a jamais appliqué. Par contre, le procédé a fait l'objet de licences à Norsk Hydro, BASF, Hoechst, et DSM. Chacune de ces firmes a utilisé ce procédé, introduit des variantes, et a accordé des licences à d'autres compagnies. De nos jours, seuls Yara (Norsk Hydro), BASF, AgroLinz et GNFC continuent à utiliser le procédé d'Odda. Du fait des modifications du procédé par les différentes sociétés qui y ont recours, on préfère de nos jours le décrire comme "procédé au nitrophosphate".